# Soislieden
Soislieden ist flächen- und bevölkerungsmäßig der kleinste Ortsteil der Gemeinde Hohenroda im osthessischen Landkreis Hersfeld-Rotenburg.

## Geographie
Der Ort liegt am Waldrand am Fuße des Soisberges im Landecker Amt in der Rhön. 

## Geschichte
Die älteste bekannte schriftliche Erwähnung von Soislieden erfolgte im Jahr 1585 in einem Vertrag zwischen dem Hochstift Fulda und den Herren von Buchenau.

### Gebietsreform
Im Zuge der Gebietsreform in Hessen wurde auf freiwilliger Basis, am 1. Januar 1970 die Gemeinde Soislieden und am 1. Juli 1970 die Gemeinde Oberbreitzbach nach Mansbach eingemeindet.
Am 1. Februar 1971 fusionierten dann die bis dahin selbständigen Gemeinden Mansbach (Landkreis Hünfeld) und Ransbach (Landkreis Hersfeld) zu neuen Gemeinde Hohenroda im Landkreis Hersfeld.
Die Gemeinde Hohenroda wurde 1972 in den neu geschaffenen Landkreis Hersfeld-Rotenburg eingegliedert.
Für die Ortsteile Mansbach, Oberbreitzbach, Ransbach mit Soislieden wurden Ortsbezirke mit Ortsbeirat und Ortsvorsteher nach der Hessischen Gemeindeordnung gebildet.

### Bevölkerung
Einwohnerentwicklung
| Soislieden: Einwohnerzahlen von 1834 bis 2020 | Soislieden: Einwohnerzahlen von 1834 bis 2020 | Soislieden: Einwohnerzahlen von 1834 bis 2020 | Soislieden: Einwohnerzahlen von 1834 bis 2020 | Soislieden: Einwohnerzahlen von 1834 bis 2020 |
| --- | --------------------------------------------- | --------------------------------------------- | --------------------------------------------- | --------------------------------------------- |
| Jahr |                                               |                                               |                                               | Einwohner                                     |
| 1834 | 1834                                          |                                               | 34                                            | 34                                            |
| 1840 | 1840                                          |                                               | 37                                            | 37                                            |
| 1846 | 1846                                          |                                               | 51                                            | 51                                            |
| 1852 | 1852                                          |                                               | 56                                            | 56                                            |
| 1858 | 1858                                          |                                               | 50                                            | 50                                            |
| 1864 | 1864                                          |                                               | 48                                            | 48                                            |
| 1871 | 1871                                          |                                               | 47                                            | 47                                            |
| 1875 | 1875                                          |                                               | 47                                            | 47                                            |
| 1885 | 1885                                          |                                               | 36                                            | 36                                            |
| 1895 | 1895                                          |                                               | 19                                            | 19                                            |
| 1905 | 1905                                          |                                               | 27                                            | 27                                            |
| 1910 | 1910                                          |                                               | 33                                            | 33                                            |
| 1925 | 1925                                          |                                               | 45                                            | 45                                            |
| 1939 | 1939                                          |                                               | 36                                            | 36                                            |
| 1946 | 1946                                          |                                               | 68                                            | 68                                            |
| 1950 | 1950                                          |                                               | 44                                            | 44                                            |
| 1956 | 1956                                          |                                               | 35                                            | 35                                            |
| 1961 | 1961                                          |                                               | 41                                            | 41                                            |
| 1967 | 1967                                          |                                               | 34                                            | 34                                            |
| 1970 | 1970                                          |                                               | 31                                            | 31                                            |
| 1980 | 1980                                          |                                               | ?                                             | ?                                             |
| 1990 | 1990                                          |                                               | ?                                             | ?                                             |
| 2000 | 2000                                          |                                               | ?                                             | ?                                             |
| 2011 | 2011                                          |                                               | 21                                            | 21                                            |
| 2015 | 2015                                          |                                               | 23                                            | 23                                            |
| 2020 | 2020                                          |                                               | 18                                            | 18                                            |
| Datenquelle: Historisches Gemeindeverzeichnis für Hessen: Die Bevölkerung der Gemeinden 1834 bis 1967. Wiesbaden: Hessisches Statistisches Landesamt, 1968. Weitere Quellen: ; Gemeinde Mansbach; Zensus 2011 |                                               |                                               |                                               |                                               |

Religionszugehörigkeit
 Quelle: Historisches Ortslexikon
| • 1885: | 33 evangelische (= 91,67 %), 3 katholische (= 8,33 %) Einwohner    |
| • 1961: | 40 evangelische (= 97,56 %), ein katholischer (= 2,44 %) Einwohner |

## Politik
Der Ort gehört zum Ortsbezirk Mansbach und hat daher keinen eigenen Ortsbeirat.

## Sehenswürdigkeiten
Für die unter Denkmalschutz stehenden Kulturdenkmale des Ortes siehe die Liste der Kulturdenkmäler in Soislieden.